# Araneus pichoni
Araneus pichoni este o specie de păianjeni din genul Araneus, familia Araneidae, descrisă de Schenkel, 1963. Conform Catalogue of Life specia Araneus pichoni nu are subspecii cunoscute.